# СШ-40
СШ-40 (Лысьвенская каска) — стальной шлем образца 1940 года, средство индивидуальной защиты военнослужащих, широко использовался в Вооружённых Силах СССР во время Великой Отечественной войны и в послевоенные годы.
Стальной шлем образца 1940 года носился с подшлемником. Просторечное название — каска.

## История
В ходе эксплуатации в войсках шлемов СШ-36 были выявлены их недостатки и начались работы по созданию нового общевойскового шлема. В 1937—38 несколько экспериментальных моделей было создано и протестировано на Ржевском полигоне. В 1938 году был сделан окончательный выбор. Форма нового советского шлема напоминала стальной итальянский шлем М 33. Именно эта модель была взята за основу при создании шлема
Контур шлема (изначально получившего известность как СШ-39) приобрел новые очертания. Масса СШ-39 составляла 1250 грамм, толщина стенок — 1,2 мм, он изготавливался из стали лучшего качества.
Однако крепление нового шлема было весьма ненадёжным, поэтому уже через год армии потребовался другой шлем.
Перед войной испытания СШ-40 проводились на Щуровском полигоне под Москвой. Ведущий специалист по броневым шлемам — подполковник В. Орлов.
В годы войны выпускался металлургическими заводом «Красный Октябрь» в Сталинграде и Лысьвенским металлургическим заводом, затем в связи с боями в Сталинграде — только последним. Приёмочные испытания готовой продукции включали выборочную (от партии) оценку бронестойкости шлема в тире предприятия обстрелом простой пулей, патрон с приведённым (уменьшенным) зарядом, из 7,62-мм винтовки образца 1891/30 годов. Дистанция стрельбы составляла 25 метров. Скорость предела кондиционных поражений (ПКП) шлема составляла порядка 300 м/с.
Конструкция СШ-40 отличается от предыдущей модели, СШ-39, используемым подтулейным устройством, более простым и крепким. Отсюда и главное их внешнее отличие: в СШ-40 для крепления подтулейного устройства применялось шесть заклёпок, в СШ-39 — три. Подтулейное устройство состоит из трёх частей-«лепестков», изготовленных из дерматина, искусственной кожи или ткани, которые в верхней части шлема соединяются шнурком, предназначенным для регулировки (подгонки) СШ для удобства ношения. С внутренней стороны каждого лепестка находится амортизационная подушечка, изготовленная из ваты. Брезентовый подбородный ремень состоит из двух частей-половин, присоединенных к кольцам на боковых сторонах шлема. Одна из частей на свободном конце имеет скользящую пряжку; конец другой половины обжат полукруглой металлической оправкой.
В отличие от предыдущих образцов стальных шлемов, СШ-40 выпускался только трёх размеров («номеров»). Масса стальной части шлема (без подтулейного устройства) любого размера — 1050 г.
Советские каски СШ-40 использовались армией КНДР в ходе Корейской войны 1950—1953 гг., уже в 1960е годы они поступали на оснащение некоторых категорий военнослужащих Вьетнамской народной армии.
Также советские шлемы СШ-40 использовались в других социалистических и дружественных к СССР странах Африки, Китае и др. размеры этого шлема  (Д × Ш × В) —  25 × 27 × 20 см.

## Описание
Стальной шлем состоит из:
- Корпуса[7];
- Подтулейного устройства[7];
- Подбородного ремня[7].

Корпус выполнен из легированной броневой стали марки 36СГН толщиной 1,2 мм.

## Интересные факты
- В послевоенное время оставшиеся СШ-39 проходили заводской ремонт на заводе ЛМЗ (г. Лысьва), сферы перекрашивались заново и на них ставился подтулейник с СШ-40 (три подушки); как правило, на штампе стоит 1950 год. Такие шлемы передавались в учебные заведения и подразделения Гражданской обороны. На таких шлемах ставились штампы "учебный".
- Также в послевоенное время (1946-1949гг.) почти все шлемы СШ-40 проходили ремонт, включающий в себя работы по очистке от старой краски и замену подтулейного устройства. На ремонтных шлемах 1946-1947 гг. старая краска не снималась.
- Во время Второй мировой Войны всего произведено около 10 млн данных шлемов, а в послевоенное время - 15 млн шлемов на металлургическом заводе Красный Октябрь.
- Один из разработчиков шлема М. И. Корюков[8] вспоминал впоследствии:

«Работу принимала комиссия, которую возглавлял Семен Михайлович Буденный. Он внимательно осмотрел изготовленный сотрудниками лаборатории шлем и …взялся за шашку. Удивленный выбором оружия, я усмехнулся. Заметив это, Семен Михайлович пояснил, что шашкой хороший кавалерист разрубает врага от плеча до пояса — пуля такой силы не имеет. Конечно, Буденный был опытный „рубака“, и клинок из закаленной златоустовской стали, подаренный ему рабочими, был сильным испытательным оружием в его руках. Но тут, если можно так выразиться, коса нашла на камень. Свистнул рассекаемый шашкой воздух — и тут же звякнул шлем. Буденный с удивлением осмотрел место удара: „Скажи, пожалуйста, ему хоть бы что!“, и он взялся за наган. Стрелял Семен Михайлович сначала с двадцати пяти метров, затем — с десяти, почти в упор. После каждого выстрела шлем подскакивал, пули рикошетили, и я очень боялся, как бы они не попали в Буденного. За судьбу шлема я был спокоен и не волновался. „Молодцы! — сказал, наконец, маршал, — хорошо поработали“.»